# Titularbistum Zygris
Zygris (ital.: Zigri) ist ein Titularbistum der römisch-katholischen Kirche.
Das Bistum geht auf die antike Stadt Zygris (griechisch Ζυγρίς) in der Marmarica (Libya inferior) zurück, ca. 250 km westlich von Alexandria.
| Titularbischöfe von Zygris |                    |                                                  |                   |                   |
| Nr.                        | Name               | Amt                                              | von               | bis               |
| 1                          | Ivan Prasko        | Apostolischer Exarch von Australien (Australien) | 10. Mai 1958      | 24. Juni 1982     |
| 2                          | Michel Hrynchyshyn | Apostolischer Exarch von Frankreich              | 27. November 1982 | 12. November 2012 |
| 3                          | Stepan Sus         | Kurienbischof im Großerzbistum Kiew-Halytsch     | 15. November 2019 |                   |